# Colchester United Football Club
O Colchester United Football Club é um clube de futebol da Inglaterra, sediado em Colchester. Atualmente, disputa a League Two (quarta divisão no sistema de ligas do futebol inglês).

## História
Fundado em 1937, começou na Southern Football League (correspondente ao sétimo e oitavo escalões do futebol inglês) e, desde então, alternou entre a quarta e terceira divisões entre 1950 e 1990, quando caiu para a Conference National (quinta divisão, de nível semiprofissional), onde foi campeão na temporada 1991–92. Roy McDonough foi o jogador-treinador e também artilheiro da equipe na competição, com 29 gols.
Desde o acesso, os U's seguiriam entre a League One e a League Two, chegando a disputar a EFL Championship (segunda divisão) por 2 temporadas - na última, contratou o veterano atacante Teddy Sheringham, que fez 4 gols em 20 jogos disputados, mas não evitou a queda para a terceira divisão e encerrou sua carreira profissional aos 42 anos.
Em 2019 fez história na Copa da Liga Inglesa ao eliminar nos pênaltis a equipe do Tottenham por 4 a 3 - o Colchester acertou 4 cobranças, enquanto Christian Eriksen e Lucas Moura desperdiçaram para a equipe londrina.